# Ernesto Sábato
Ernesto Sábato (født 23. juni 1911 i Rojas, Provincia de Buenos Aires, død 30. april 2011 i Santos Lugares, Buenos Aires) var en argentinsk forfatter og fysiker.